# Kunstenpunt

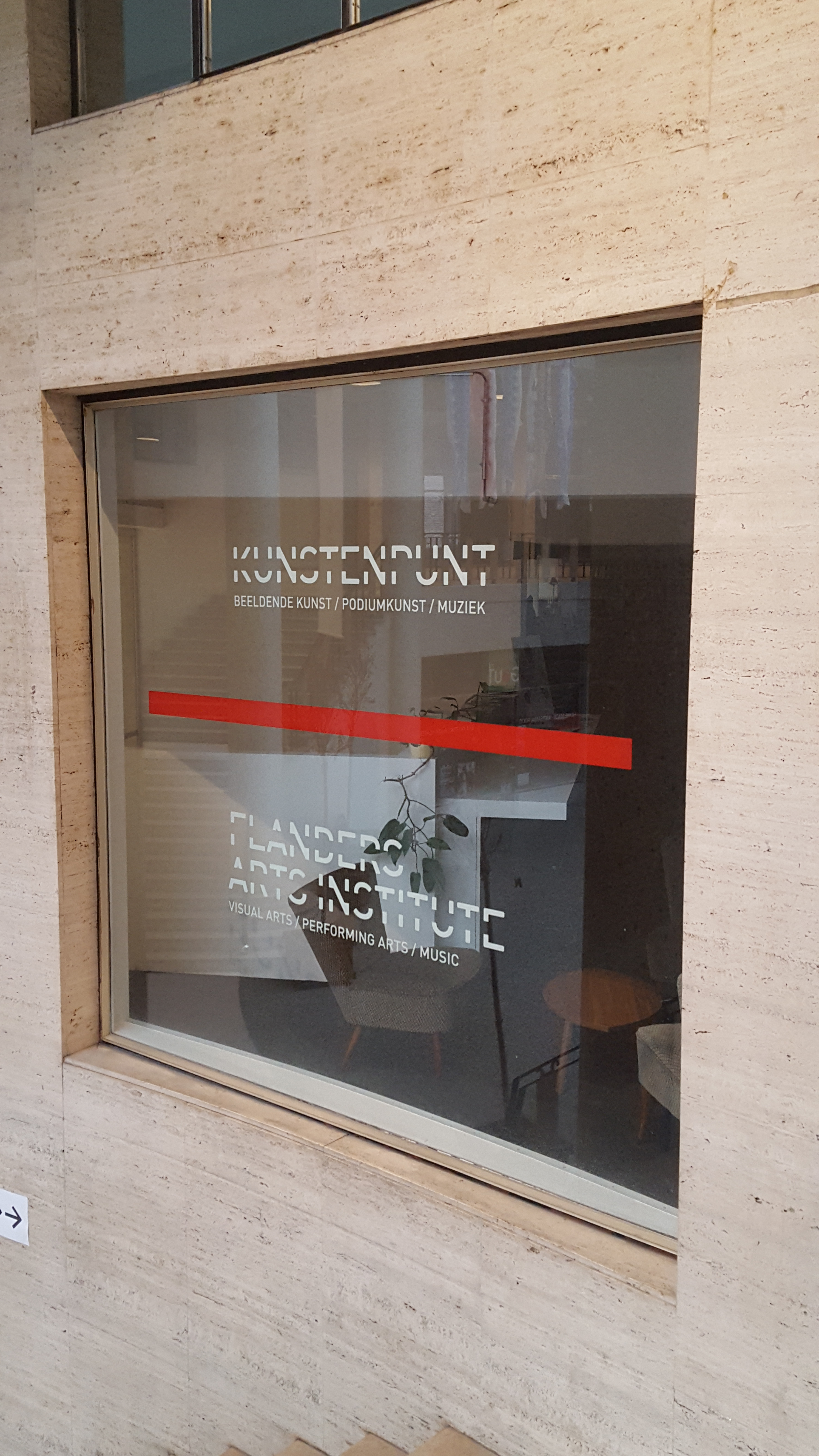

Kunstenpunt is het steunpunt van de Vlaamse overheid voor de ontwikkeling van de beeldende kunsten, muziek en podiumkunsten in Vlaanderen en Brussel.

## Geschiedenis
Kunstenpunt ontstond in 2015 uit de fusie van BAM, Muziekcentrum Vlaanderen en Vlaams Theater Instituut (VTi), de sectorale kunstensteunpunten voor respectievelijk beeldende, audiovisuele en mediakunst, muziek en podiumkunsten. Dit gebeurde onder begeleiding van directeur Felix De Clerck.
BAM was zelf een fusie in 2007 van de steunpunten voor audiovisuele kunsten (Initiatief Audiovisuele Kunsten, IAK) en beeldende kunsten (Initiatief Beeldende Kunsten, IBK).
Muziekcentrum Vlaanderen werd in 1998 opgericht in het kader van het Muziekdecreet van de Vlaamse Overheid. VTi werd in 1987 opgericht door een aantal makers, organisatoren en critici en later erkend als steunpunt door de overheid.
Felix De Clerck werd aangesteld als eerste directeur van de organisatie, waarna An Overbergh het roer overnam. De raad van bestuur werd geleid door Tom Auwers en Veerle Mans.
In 2019 werd de muziekwerking beperkt tot klassieke muziek. Voor de andere muziekgenres werd de opdracht van VI.BE (voorheen Poppunt) uitgebreid.
De opdracht van Kunstenpunt is decretaal vastgelegd in het Kunstendecreet. 